# Encyclopedia of Religion

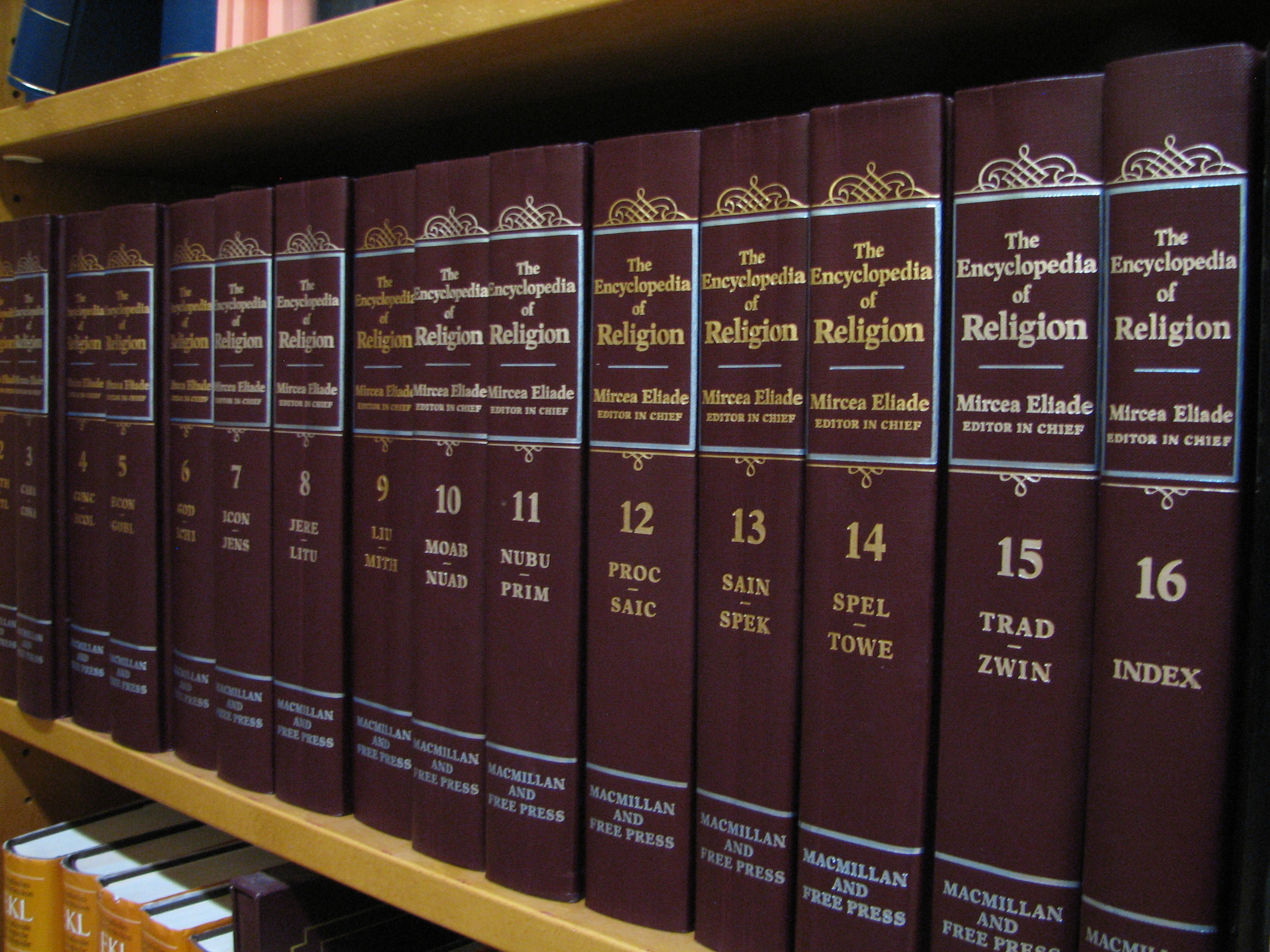
Cele 16 volume ale primei ediții, apărute în 1987 sub coordonarea lui Mircea Eliade, a operei Encyclopedia of Religion.

The Encyclopedia of Religion este o lucrare enciclopedică de nivel internațional, în limba engleză, care prezintă principalele idei, practici și personalități ale istoriei religiilor omenirii începând din paleolitic până în perioada contemporană. Lucrarea a fost publicată de editura americană Macmillan Reference USA, care aparține grupului editorial Thomson-Gale, deținut la rândul său de Thomson Corporation. 
Prima ediție a Encyclopedia of Religion, conținând 16 volume, a fost publicată în 1987 sub coordonarea lui Mircea Eliade, savant și scriitor român, care a organizat și condus programul de Istoria Religiilor de la Universitatea din Chicago. 
Cea de-a doua și ultima ediție, publicată în 2005, sub coordonarea lui Lindsay Jones, profesor asociat la Departamentul de Studii Comparative al Ohio State University, conține un număr de 10.735 + CLXVI pagini, împărțite în 15 volume.
La elaborarea acestei lucrări au colaborat peste două mii de profesori, experți și specialiști în studiul religiilor din toată lumea, care au definit și prezentat peste 3.500 de termeni.
Encyclopedia of Religion este prima publicație internațională de nivel academic în domeniul religiilor apărută după Encyclopædia of Religion and Ethics, editată de James Hastings, cu colaborarea a numeroși savanți, și publicată între anii 1906 și 1926.